# Cephalanthera rubra
Cephalanthera rubra es una especie de orquídea terrestre perteneciente a la familia Orchidaceae. Se distribuye por Eurasia. 

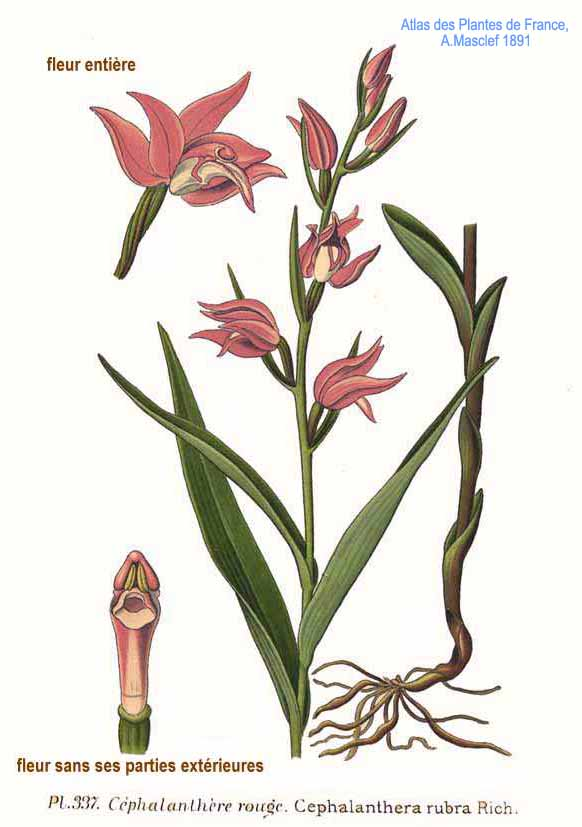
Ilustración

## Descripción
Es una hierba perenne, con rizoma subterráneo, con un solo tallo, que contiene la inflorescencia en espiga con flor,es hermafroditas, de color rosa o violeta y que alcanza alrededor de 20-50 cm de altura. sus tallos son erectos, foliosos estriados y con pelos glandulares en la parte superior, de 20-40 cm de altura. Sus hojas inferiores son lanceoladas, las superiores son linear-lanceoladas, de 5-12 cm de longitud. Sus flores están dispuestas en espigas laxas, con 6 piezas periánticas, de color púrpura, con 3 piezas externas y otras tantas internas, similares y confluentes, aunque la interna inferior (labelo) presenta entre 7 y 9 finas costillas amarillentas; ovario situado en posición inferior con relación al resto de las piezas florales. Su fruto en cápsula que contiene numerosísimas semillas. Florece en primavera y verano.
La protección de C. rubra pasa por la preservación de biotopos forestales específicos para esta especie. Durante el monitoreo se registra el número de brotes (vegetativos y generativos), el área foliar y el número de frutos en un sitio determinado. Se recomienda recolectar datos metrológicos (suma de precipitación y temperatura del aire), así como datos sobre sombra, vegetación en el sitio, presencia de campanillas (Campanula sp.) en las cercanías y cantidad de madera muerta.

## Distribución
Se encuentra en la mayor parte de Europa, al este de los Urales y al norte hasta los 60 grados. Sin embargo, es raro en Gran Bretaña, los Países Bajos y Francia occidental. También aparece en Marruecos, Argelia y Túnez y en varias partes del sur de Asia hasta el este de Irán.

## Taxonomía
Cephalanthera rubra fue descrita por (Linneo) Rich. y publicado en Mémoires du Muséum d'Histoire Naturelle 4: 60. 1818.
Etimología
Ver: Cephalanthera
rubra: epíteto del latín ruber que significa "rojo".
Sinonimia
- Serapias rubra L. (1767) (Basionymum)
- Epipactis purpurea Crantz (1769)
- Epipactis rubra (L.) F.W. Schmidt (1795)
- Cymbidium rubrum (L.) Sw. (1799)
- Helleborine rubra (L.) Schrank (1814)
- Cephalanthera comosa Tineo (1844)
- Dorycheile rubra (L.) Fuss (1866)
- Limodorum rubrum (L.) Kuntze (1891)
- Cephalanthera rubra f. alba Raynaud (1985)
- Cephalanthera rubra f. comosa (Tineo) Robatsch (2000)[4][5]